# 김난도의 트렌드 플러스
《김난도의 트렌드 플러스》는 한국방송공사의 라디오 채널인 KBS 해피FM에서 2016년 9월 5일부터 2018년 5월 26일까지 2년간 월요일 ~ 토요일 아침 7시 10분부터 오전 9시까지 방송됐던 라디오 프로그램이다.

## 진행자
- 김난도

## 요일별 코너
월요일
- 글로벌 증시 트렌드
- 음악경영학

화요일
- 트렌드 따라잡기

수요일
- 반주원의 역사읽기

목요일 ~ 금요일
- 세상 속 법률 이야기
- 글로벌 기업열전

토요일
- CEO 북클럽
- 직장인 미래설계